# Derbidae
Derbidae zijn een familie van insecten die behoren tot de onderorde cicaden (Auchenorrhyncha). 